# Klipper
Klipper 是一個剪貼板工具。它提供類Unix 作業系統的用戶複製剪貼所選過的文字。它也可使用動作對選中的文字自動作出反應（如在瀏覽器中打開一個網址），Klipper 預設已經提供多種動作，您可以增加新的動作的內容。並且 Klipper 提供快速鍵設定。
傳統的期望剪貼板是你可以複製一段文字，以便粘貼到其他地方。如果您複製新的一段，前一個便會消失。Klipper 解決了這個問題。新複製的項目仍然是預設的粘貼，但其他項目將被儲存在一個緩衝區，所以你可以選擇粘貼您不同時候選過的文字。存儲在緩衝區的數量也可設定。

## 鏈接
- Klipper on KDE UserBase （页面存档备份，存于）
- Klipper 手冊 （页面存档备份，存于）
- The Applets of KDE - Part 1